# يوتاكا تاهارا
يوتاكا تاهارا (باليابانية: 田原 豊) (27 أبريل 1982 في كاغوشيما في اليابان – )؛ هو لاعب كرة قدم ياباني سابق كان يلعب كمهاجم.

## وصلات خارجية
- يوتاكا تاهارا على موقع الاتحاد الدولي (مؤرشف)  (الإنجليزية)
- يوتاكا تاهارا على موقع رابطة كرة القدم اليابانية للمحترفين (اليابانية)
- يوتاكا تاهارا على موقع قاعدة بيانات كرة القدم.إي يو (الإنجليزية)
- يوتاكا تاهارا على موقع Soccerway.com (الإنجليزية)
- يوتاكا تاهارا على موقع عالم كرة القدم.نت (الإنجليزية)